# Simone Barone
Simone Barone (Nocera Inferiore, 30 aprile 1978) è un allenatore di calcio ed ex calciatore italiano, di ruolo centrocampista, tecnico in seconda della Cremonese. Con la nazionale italiana è stato campione del mondo nel 2006.

## Biografia
Cresce calcisticamente al Parma , non riuscendo a farsi spazio in prima squadra, da cui viene ceduto in prestito prima al Padova (C1), poi all'Alzano Virescit (B). Resta in  serie B anche nella stagione seguente, trasferendosi al Chievo Verona, che al termine del campionato ottiene la promozione in serie A. Nel 2002 è di nuovo al Parma, esordendo anche in Coppa UEFA: dopo due anni il Palermo lo acquista. In questo periodo comincia ad essere convocato anche in nazionale. Al termine della stagione 2005-2006 è convocato per disputare il vittorioso Mondiale in Germania. In seguito si accorda con il Torino, e infine indossa anche la divisa del Cagliari e quella del Livorno, in serie B, dove chiude la carriera alla soglia delle 400 presenze da professionista.
Pur non avendo origini campane, Simone Barone è nato a Nocera Inferiore in quanto il padre Michele, originario di Potenza e anch'egli calciatore e precisamente attaccante, all'epoca militava nella Turris della vicina Torre del Greco.
È sposato con Carla Duraturo, seconda classificata a Miss Italia 2002 e poi soubrette televisiva, che lo ha reso padre di due figli, Giorgio (2010), che ha seguito le orme paterne, e Alessandro (2011).

## Caratteristiche tecniche

### Giocatore
Era una mezzala destra, che poteva giocare discretamente in quasi tutte le posizioni del centrocampo.

## Carriera

### Giocatore

#### Club

##### Gli inizi
È cresciuto nel settore giovanile del Parma, squadra con la quale ha debuttato in Serie A disputando 2 partite nella stagione 1996-1997. Nel 1997-1998 non gioca alcuna partita e l'anno seguente viene prestato al Padova in Serie C1, dove gioca 28 partite segnando 4 reti.
Nel 1999-2000 gioca nell'Alzano Virescit, in Serie B, disputando 27 partite con una rete. La stagione successiva cambia nuovamente maglia approdando al Chievo Verona, con cui vince subito e da protagonista il campionato di 2000-2001, gioca 31 partite segnando 4 reti.
Nel 2001-2002 in Serie A con la maglia del Chievo gioca 16 partite. Nel 2002-2003 torna al Parma, dove gioca 29 partite segnando una rete. L'anno seguente invece totalizza 33 presenze e segna 3 reti.

##### Palermo e Torino
Il 16 luglio 2004 viene acquistato dal Palermo per 5 milioni di euro. Nella stagione 2004-2005 gioca 35 partite segnando 2 reti in campionato e ottiene anche 3 presenze in Coppa Italia; con il 6º posto la squadra si qualifica per la prima volta in Coppa UEFA, competizione in cui disputa 7 partite nell'annata successiva, oltre a 36 partite di campionato con 3 reti in campionato e 4 incontri di Coppa Italia. Con i siciliani colleziona complessivamente 72 presenze e 5 reti in due stagioni.
Il 5 agosto 2006 viene acquistato a 4,1 milioni di euro dal Torino neopromosso in Serie A, con il quale raggiunge la salvezza giocando 33 partite.
Nel 2007-2008 la storia si ripete, dopo un buon inizio di campionato si infortuna e quando torna in campo non è più nelle condizioni di forma precedenti, totalizza 22 presenze segnando 1 rete, Nel 2008-2009 colleziona 27 presenze e una rete ma a fine anno il Torino retrocede in Serie B.

##### Cagliari, ultimi anni e ritiro
Il 6 agosto 2009 passa al Cagliari per un milione di euro, firmando un contratto triennale. Nella stagione 2009-2010 colleziona 16 presenze in campionato, al termine del quale resta svincolato nonostante fosse sotto contratto per altri due anni e si fosse ben integrato nella squadra, poiché con il Presidente dei sardi Massimo Cellino ha concordato una buonuscita. Dal 14 agosto 2010 ha cominciato ad allenarsi per un periodo con il Crociati Noceto.
Dopo aver sostenuto la preparazione atletica con il Varese, e dopo un periodo di prova con il Livorno, il 28 luglio 2011, dopo un anno di inattività, viene ingaggiato dai toscani militanti in Serie B. Esordisce in maglia amaranto il 14 agosto in Livorno-Siracusa (3-1) del secondo turno di Coppa Italia, giocando titolare e uscendo al 60' per far posto a Lorenzo Remedi. Realizza il primo gol con la maglia degli amaranto il 17 settembre durante la partita contro la Juve Stabia, terminata 3-0 per i labronici. Chiude la stagione con 20 presenze e 2 reti, rimanendo svincolato.
Dopo sei mesi senza squadra, il 10 gennaio 2013 annuncia il proprio ritiro dal calcio giocato.

#### Nazionale
Ha debuttato in nazionale a 26 anni, il 18 febbraio 2004, nella partita amichevole Italia-Repubblica Ceca (2-2), sotto la gestione del CT Trapattoni. Barone era molto stimato dal CT Marcello Lippi, che durante il suo primo biennio alla guida della nazionale lo inserì stabilmente nel gruppo, e lo convocò per il vittorioso Mondiale 2006, dove da comprimario collezionò 2 presenze. In tale competizione, fu protagonista di un episodio entrato nell'immaginario collettivo dei tifosi italiani: nella terza e decisiva partita della fase a gironi, contro la Rep. Ceca, sul risultato di 1-0 per gli Azzurri, a pochi minuti dalla fine affiancò il compagno di squadra Filippo Inzaghi in una lunga corsa in contropiede, dopo aver eluso la sbilanciatissima retroguardia avversaria che cercava disperatamente il gol del pareggio; i due si trovarono così liberi in area avversaria contro il solo portiere ceco Petr Čech, tuttavia, nonostante il supporto di Barone che avrebbe potuto facilmente appoggiare in rete a porta vuota, Inzaghi preferì superare in dribbling lo stesso Čech e siglare così lui il definitivo 2-0.
Barone ha un bilancio di 16 presenze e un gol in nazionale, realizzato a Cagliari allo stadio Sant'Elia, il 9 febbraio 2005 nella partita amichevole Italia-Russia (2-0).

### Allenatore

#### Gli inizi
L'11 gennaio 2013 pone fine alla sua carriera da giocatore per ricoprire il ruolo di allenatore della formazione Allievi del Modena. Il 5 maggio 2013 subentra a Massimo Storgato alla guida della formazione Primavera gialloblù.
Il 30 luglio 2015 diviene allenatore della formazione Juniores del Parma. Il 4 luglio 2016, nel ruolo di vice, segue Gianluca Zambrotta nella breve esperienza in India con i Delhi Dynamos.
Dall'estate 2017 allena la formazione Under-16 della Juventus, con cui nella stagione d'esordio raggiunge la finale scudetto, persa contro i pari età dell'Inter.
Nell’estate del 2018 passa alla Berretti del Sassuolo; vincendo il proprio girone con 55 punti accede alla fase finale Serie A - Serie B venendo però subito eliminato con un punto conquistato nel girone A. Nel campionato Under-18 del 2020-2021 arriva quartultimo.
Nell'estate 2021 viene scelto come nuovo allenatore della Correggese, però pochi giorni dopo aver iniziato il ritiro estivo, complice anche il cambio di proprietà, viene esonerato e sostituito da Gabriele Graziani.

#### Salernitana, Empoli e Cagliari
Dal 15 febbraio 2022 al 15 febbraio 2023 è collaboratore tecnico di Davide Nicola alla Salernitana, dove, come vice, viene scelto Manuele Cacicia. Il 15 gennaio 2024 segue l'allenatore piemontese all'Empoli, nel ruolo di vice allenatore; ricopre il ruolo fino al termine del campionato, raggiungendo la salvezza al termine della stagione.
Il 6 luglio 2024, dopo l'annuncio del Cagliari dell'ingaggio di Nicola, viene inserito nello staff dell'allenatore con il ruolo di vice allenatore: per lui si tratta di un ritorno dato che ha vestito la maglia dei sardi da giocatore.
Il 2 luglio 2025, sempre in qualità di vice di Davide Nicola, viene ingaggiato dalla Cremonese.

## Statistiche

### Presenze e reti nei club
Statistiche aggiornate a fine carriera.
| Stagione            | Squadra             | Campionato          | Campionato | Campionato | Coppe nazionali | Coppe nazionali | Coppe nazionali | Coppe continentali | Coppe continentali | Coppe continentali | Altre coppe | Altre coppe | Altre coppe | Totale | Totale |
| Stagione            | Squadra             | Comp                | Pres       | Reti       | Comp            | Pres            | Reti            | Comp               | Pres               | Reti               | Comp        | Pres        | Reti        | Pres   | Reti   |
| ------------------- | ------------------- | ------------------- | ---------- | ---------- | --------------- | --------------- | --------------- | ------------------ | ------------------ | ------------------ | ----------- | ----------- | ----------- | ------ | ------ |
| 1995-1996           | Parma               | A                   | 0          | 0          | CI              | 0               | 0               | CC                 | 0                  | 0                  | SI          | 0           | 0           | 0      | 0      |
| 1996-1997           | Parma               | A                   | 2          | 0          | CI              | 0               | 0               | CU                 | 0                  | 0                  | -           | -           | -           | 2      | 0      |
| 1997-1998           | Parma               | A                   | 0          | 0          | CI              | 0               | 0               | UCL                | 0                  | 0                  | -           | -           | -           | 0      | 0      |
| 1998-1999           | Padova              | C1                  | 28         | 4          | CI              | 2               | 0               | -                  | -                  | -                  | -           | -           | -           | 30     | 4      |
| 1999-2000           | Alzano Virescit     | B                   | 27         | 1          | CI              | 5               | 0               | -                  | -                  | -                  | -           | -           | -           | 32     | 1      |
| 2000-2001           | ChievoVerona        | B                   | 31         | 4          | CI              | 0               | 0               | -                  | -                  | -                  | -           | -           | -           | 31     | 4      |
| 2001-2002           | ChievoVerona        | A                   | 16         | 0          | CI              | 2               | 0               | -                  | -                  | -                  | -           | -           | -           | 18     | 0      |
| Totale ChievoVerona | Totale ChievoVerona | Totale ChievoVerona | 47         | 4          |                 | 2               | 0               |                    |                    |                    |             |             |             | 49     | 4      |
| 2002-2003           | Parma               | A                   | 29         | 1          | CI              | 2               | 0               | CU                 | 2                  | 0                  | SI          | 1           | 0           | 34     | 1      |
| 2003-2004           | Parma               | A                   | 33         | 3          | CI              | 2               | 0               | CU                 | 4                  | 0                  | -           | -           | -           | 39     | 3      |
| Totale Parma        | Totale Parma        | Totale Parma        | 64         | 4          |                 | 4               | 0               |                    | 6                  | 0                  |             | 1           | 0           | 75     | 4      |
| 2004-2005           | Palermo             | A                   | 35         | 2          | CI              | 3               | 0               | -                  | -                  | -                  | -           | -           | -           | 38     | 2      |
| 2005-2006           | Palermo             | A                   | 36         | 3          | CI              | 5               | 0               | CU                 | 7                  | 0                  | -           | -           | -           | 48     | 3      |
| Totale Palermo      | Totale Palermo      | Totale Palermo      | 71         | 5          |                 | 8               | 0               |                    | 7                  | 0                  |             |             |             | 86     | 5      |
| 2006-2007           | Torino              | A                   | 33         | 0          | CI              | 2               | 0               | -                  | -                  | -                  | -           | -           | -           | 35     | 0      |
| 2007-2008           | Torino              | A                   | 22         | 1          | CI              | 3               | 1               | -                  | -                  | -                  | -           | -           | -           | 25     | 2      |
| 2008-2009           | Torino              | A                   | 27         | 1          | CI              | 2               | 1               | -                  | -                  | -                  | -           | -           | -           | 29     | 2      |
| Totale Torino       | Totale Torino       | Totale Torino       | 82         | 2          |                 | 7               | 2               |                    |                    |                    |             |             |             | 89     | 4      |
| 2009-2010           | Cagliari            | A                   | 16         | 0          | CI              | 1               | 0               | -                  | -                  | -                  | -           | -           | -           | 17     | 0      |
| 2011-2012           | Livorno             | B                   | 20         | 2          | CI              | 1               | 0               | -                  | -                  | -                  | -           | -           | -           | 21     | 2      |
| Totale carriera     | Totale carriera     | Totale carriera     | 355        | 22         |                 | 30              | 2               |                    | 13                 | 0                  |             | 1           | 0           | 399    | 24     |

### Cronologia presenze e reti in nazionale
| Cronologia completa delle presenze e delle reti in nazionale ― Italia | Cronologia completa delle presenze e delle reti in nazionale ― Italia | Cronologia completa delle presenze e delle reti in nazionale ― Italia | Cronologia completa delle presenze e delle reti in nazionale ― Italia | Cronologia completa delle presenze e delle reti in nazionale ― Italia | Cronologia completa delle presenze e delle reti in nazionale ― Italia | Cronologia completa delle presenze e delle reti in nazionale ― Italia | Cronologia completa delle presenze e delle reti in nazionale ― Italia |
| Data                                                                  | Città                                                                 | In casa                                                               | Risultato                                                             | Ospiti                                                                | Competizione                                                          | Reti                                                                  | Note                                                                  |
| --------------------------------------------------------------------- | --------------------------------------------------------------------- | --------------------------------------------------------------------- | --------------------------------------------------------------------- | --------------------------------------------------------------------- | --------------------------------------------------------------------- | --------------------------------------------------------------------- | --------------------------------------------------------------------- |
| 18-2-2004                                                             | Palermo                                                               | Italia                                                                | 2 – 2                                                                 | Rep. Ceca                                                             | Amichevole                                                            | -                                                                     | 46’                                                                   |
| 17-11-2004                                                            | Messina                                                               | Italia                                                                | 1 – 0                                                                 | Finlandia                                                             | Amichevole                                                            | -                                                                     | 64’                                                                   |
| 9-2-2005                                                              | Cagliari                                                              | Italia                                                                | 2 – 0                                                                 | Russia                                                                | Amichevole                                                            | 1                                                                     | 46’                                                                   |
| 30-3-2005                                                             | Padova                                                                | Italia                                                                | 0 – 0                                                                 | Islanda                                                               | Amichevole                                                            | -                                                                     | 74’                                                                   |
| 8-6-2005                                                              | Toronto                                                               | Italia                                                                | 1 – 1                                                                 | Serbia e Montenegro                                                   | Amichevole                                                            | -                                                                     |                                                                       |
| 11-6-2005                                                             | New York                                                              | Italia                                                                | 1 – 1                                                                 | Ecuador                                                               | Amichevole                                                            | -                                                                     |                                                                       |
| 17-8-2005                                                             | Dublino                                                               | Irlanda                                                               | 1 – 2                                                                 | Italia                                                                | Amichevole                                                            | -                                                                     | 77’                                                                   |
| 7-9-2005                                                              | Minsk                                                                 | Bielorussia                                                           | 1 – 4                                                                 | Italia                                                                | Qual. Mondiali 2006                                                   | -                                                                     | 57’                                                                   |
| 12-10-2005                                                            | Lecce                                                                 | Italia                                                                | 2 – 1                                                                 | Moldavia                                                              | Qual. Mondiali 2006                                                   | -                                                                     |                                                                       |
| 12-11-2005                                                            | Amsterdam                                                             | Paesi Bassi                                                           | 1 – 3                                                                 | Italia                                                                | Amichevole                                                            | -                                                                     | 87’                                                                   |
| 16-11-2005                                                            | Ginevra                                                               | Italia                                                                | 1 – 1                                                                 | Costa d'Avorio                                                        | Amichevole                                                            | -                                                                     |                                                                       |
| 1-3-2006                                                              | Firenze                                                               | Italia                                                                | 4 – 1                                                                 | Germania                                                              | Amichevole                                                            | -                                                                     | 74’                                                                   |
| 2-6-2006                                                              | Losanna                                                               | Italia                                                                | 0 – 0                                                                 | Ucraina                                                               | Amichevole                                                            | -                                                                     | 69’                                                                   |
| 22-6-2006                                                             | Amburgo                                                               | Rep. Ceca                                                             | 0 – 2                                                                 | Italia                                                                | Mondiali 2006 - 1º turno                                              | -                                                                     | 74’                                                                   |
| 30-6-2006                                                             | Amburgo                                                               | Italia                                                                | 3 – 0                                                                 | Ucraina                                                               | Mondiali 2006 - Quarti di finale                                      | -                                                                     | 68’                                                                   |
| 15-11-2006                                                            | Bergamo                                                               | Italia                                                                | 1 – 1                                                                 | Turchia                                                               | Amichevole                                                            | -                                                                     | 59’                                                                   |
| Totale                                                                |                                                                       | Presenze                                                              | 16                                                                    |                                                                       | Reti                                                                  | 1                                                                     |                                                                       |

## Palmarès

### Giocatore

#### Nazionale
- Campionato mondiale: 1

Germania 2006